# Tridecaedru
În geometrie un tridecaedru este un poliedru cu 13 fețe. Există numeroase forme topologic distincte ale unui tridecaedru, de exemplu piramida dodecagonală și prisma endecagonală.
Două forme sunt poliedre Johnson: piramida pătrată giroalungită (J10) și prisma pentagonală biaugmentată (J53).

## Forme convexe

Fagure cu celule tridecaedrice

Există 96 262 938 de tridecaedre convexe topologic distincte, excluzând imaginile în oglindă, având cel puțin 9 vârfuri. Adică între aceste cazuri există diferențe semnificative în structura topologică, ceea ce înseamnă că două tipuri de poliedre nu pot fi transformate prin deplasarea pozițiilor vârfurilor, rotirea sau scalarea. Nu se pot interschimba, așa că structura lor topologică este diferită. Există un pseudopoliedru, un tridecaedru de umplere a spațiului, care, împreună cu imaginea sa în oglindă, poate umple spațiul tridimensional.

### Exemple de tridecaedre convexe

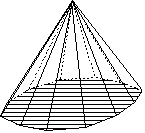
Piramidă dodecagonală
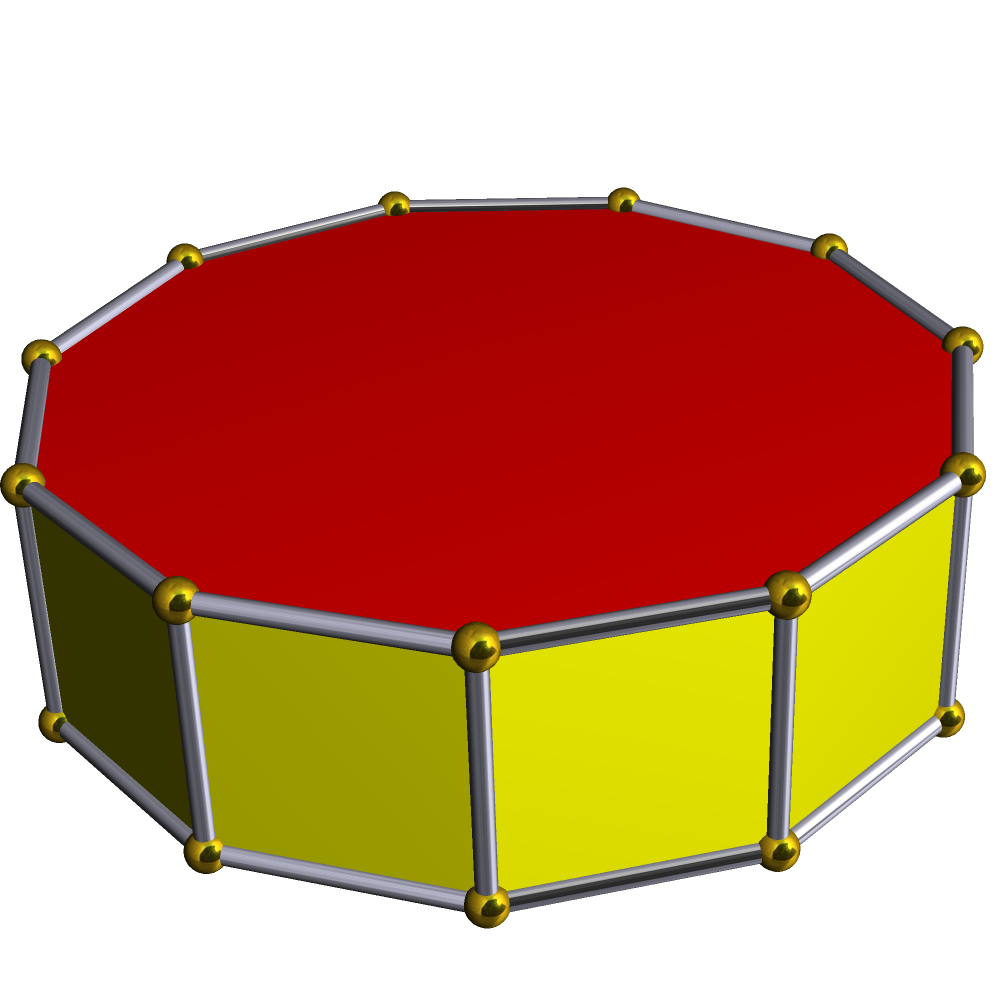
Prismă endecagonală
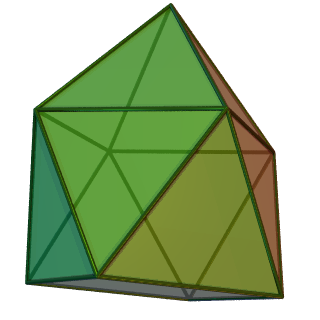
Piramidă pătrată giroalungită (J10)
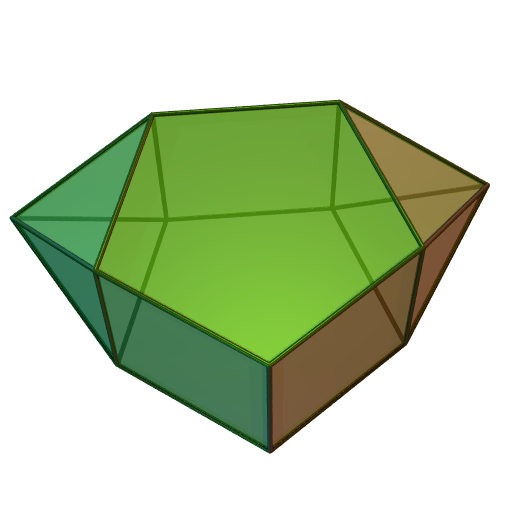
Prismă pentagonală biaugmentată (J53).
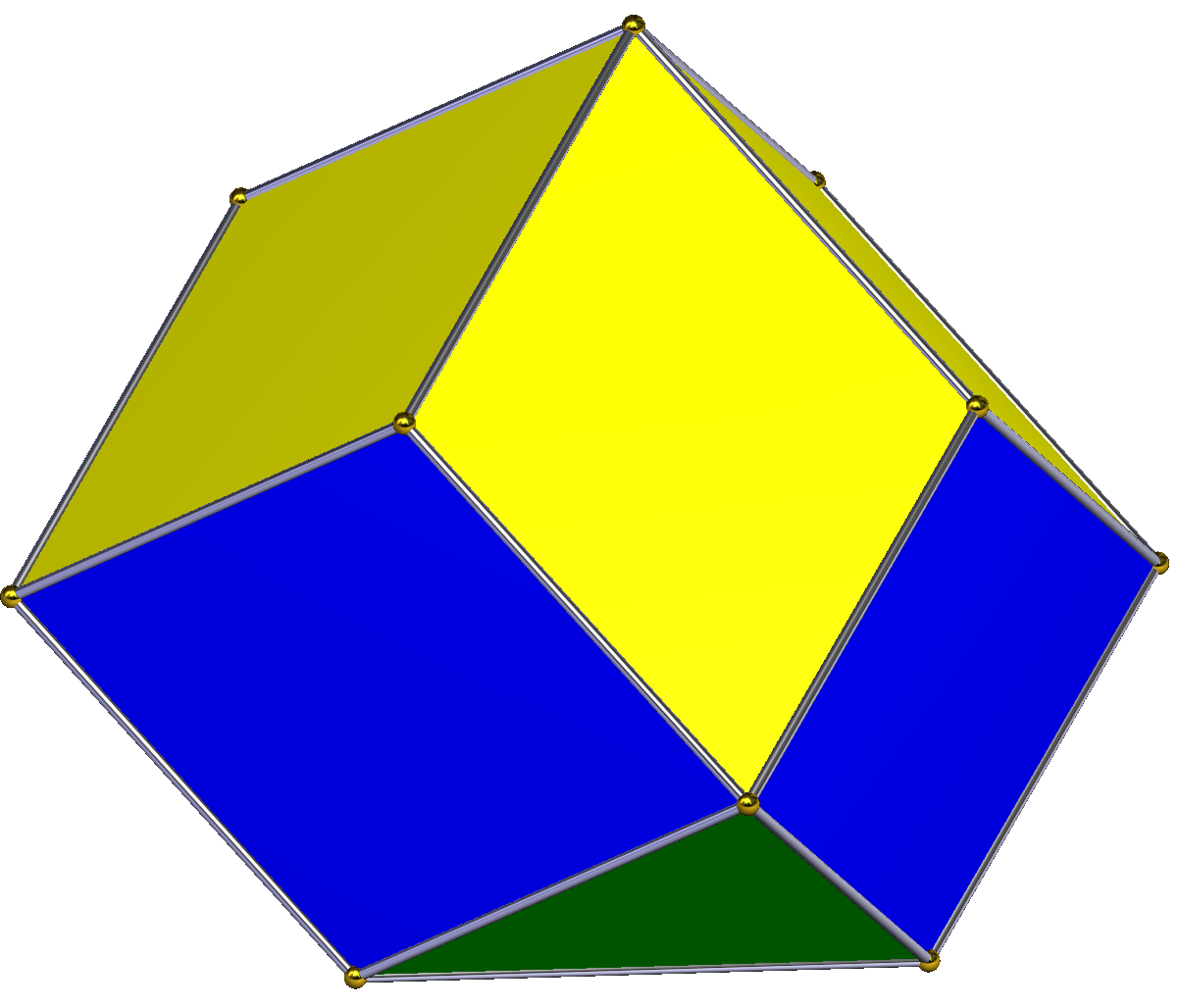
Dodecaedru rombic diminuat